# HD 5608
HD 5608，又名BD+33 140，SAO 54306、HR 275，是一颗仙女座的恒星，视星等为5.98，位于銀經124.54，銀緯-28.9，其B1900.0坐标为赤經0h 52m 45.2s，赤緯+33° -28.9′ 45″。